# Palais du Luxembourg
Palais du Luxembourg er et palads i Paris' 6. arrondissement i parken Jardin du Luxembourg. Paladset huser i dag senatet. Det blev opført for dronning Marie af Medici af Salomon de Brosse. Udsmykningen blev udført af Nicolas Poussin og Philippe de Champaigne. Da paladset stod færdigt, havde Maria af Medici mistet sin magt.